# 冀东水泥
唐山冀东水泥股份有限公司 （深交所：000401）是中国深圳证券交易所的一家从事非金属矿物制品业、水泥制造业的上市公司，成立于1994年5月8日。公司总股本为134752.291万股（2012年）。
公司总部位于河北省唐山市丰润区林荫路，法定代表人为孔庆辉。